# جانیس مین
جانیس بیونگ مین (زاده ۱۳ اوت ۱۹۶۹) یک مدیر رسانه آمریکایی است. او کار خود را در روزنامه‌نگاری آغاز کرد و در مجله پیپل و این استایل کار کرد و از سال ۲۰۰۲ تا ۲۰۰۹ سردبیر مجله یواس ویکلی بود. او به عنوان یک مدیر، نشریات صنعت سرگرمی هالیوود ریپورتر و بیلبورد را اصلاح کرد.

## اوایل زندگی
جانیس مین، کوچک‌ترین فرزند از سه فرزند خانواده اش بود که در آتلانتا بدنیا آمد. والدینش نونسون مین، یک مأمور IRS، و هنگ مین، یک استاد جانورشناسی بودند. پدرش در دانشگاه جورجیا تدریس کرد و بعداً مدیر اجرایی یک شرکت تجهیزات پزشکی شد. والدین مین از سئول، کره جنوبی به ایالات متحده مهاجرت کردند.
مین بیشتر در لیتلتون، کلرادو، جایی که خانواده‌اش درست قبل از شروع کلاس اول نقل مکان کردند، بزرگ شد. او در مدرسه عالی کار کرد و در سن ۱۶ سالگی از دبیرستان فارغ‌التحصیل شد. مین در کودکی از طرفداران روزنامه‌نگار کانی چانگ بود. مین گفت که پدر و مادرش به طرز عجیبی نسبت به علاقه او به روزنامه‌نگاری برای مهاجران آسیایی-آمریکایی «سهل گیر» بودند. مین همچنین از زمانی که دختر کوچکی بود به مد علاقه داشت.
زمانی که مین ۱۳ ساله بود، در مورد سن خود به دروغ گفت که ۱۴ ساله است تا در مک دونالد شغلی پیدا کند. در دوران راهنمایی و دبیرستان هریتیج، در روزنامه‌های دانش آموزی مدارس همکاری می‌کرد. مین در یک فروشگاه لباس در یک مرکز خرید محلی کار می‌کرد، در تارگت صندوقدار شد و در طول تعطیلات تابستانی در کالج در فولی لوازم آرایشی فروخت. او یک تابستان در ساعت خبری پی‌بی‌اس کارآموزی کرد.
مین در ۱۶ سالگی برای حضور در دانشگاه کلمبیا به شهر نیویورک نقل مکان کرد او در آنجا با همسر آینده‌اش، پیتر شیهی، آشنا شد و در سال ۱۹۹۰ با مدرک تاریخ فارغ‌التحصیل شد. او همچنین مدرک کارشناسی ارشد روزنامه‌نگاری را از همان دانشگاه گرفت.

## حرفه

### اوایل کار
مین حرفه روزنامه‌نگاری خود را در سال ۱۹۹۱ به عنوان خبرنگار روزنامه The Reporter-Dispatch در شهرستان وستچستر نیویورک آغاز کرد. او ضرب و شتم جنایت و همچنین جلسات شورای محلی مدرسه و کمیته برنامه‌ریزی را در کنار موضوعات دیگر پوشش داد.
مین در سال ۱۹۹۳ به عنوان نویسنده کارمند به مجله پیپل پیوست. او علاقه ای به شایعات افراد مشهور نداشت، اما به دنبال کار بود و دوستی داشت که در آنجا کار می‌کرد. در ابتدا، مین با پیپل مشکل داشت. به گفته یکی از همکاران سابقش، او یک «نویسنده ضعیف» بود. پائولا چین، سردبیر ارشد آن زمان مجله، او را راهنمایی کرد. وقتی پیپل شروع به تمرکز بر داستان‌های سبک‌تر کرد، مین برای این موقعیت مناسب تر شد. او مد را برای بخش "Style Watch" پوشش داد، که به یک برنامه هفتگی عادی تبدیل شد. مین در سال ۱۹۹۷ به سردبیری ارشد ارتقا یافت
پس از پنج سال در پیپل، مین روزنامه را ترک کرد و برای مدت کوتاهی به عنوان دستیار سردبیر به مجله لایف پیوست. به گفته Adweek، او در لایف به دلیل سرعت پایین‌تر انتشار ماهانه"بی حوصله " بود. مین در سال ۱۹۹۸، پس از کمتر از یک سال در لایف، آنجا را ترک کرد تا با همان عنوان شغلی برای این استایل کار کند. در آنجا او توسعه InStyle Weddings و InStyle Makeover را رهبری کرد. در سال ۲۰۰۱، مین از InStyle خارج شد و به دنبال موقعیت دیگری گشت.

### یواس ویکلی
در سال ۲۰۰۲، مین برای پست سردبیر در Us Weekly درخواست داد و در عوض به عنوان سردبیر اجرایی زیر نظر بانی فولر، که سردبیر شد، استخدام شد. ژوئیه بعد، فولر استعفا داد و مین به جای او منصوب شد.
به گزارش نیویورک تایمز، مین هفته نامه یواس ویکلی را به یکی از «داستان‌های موفقیت بزرگ» صنعت مجله تبدیل کرد. علاقه عمومی به اخبار افراد مشهور و همچنین تیراژ مجله در حال افزایش بود. مین در نقش خود در یواس ویکلی تأثیر قابل توجهی بر فرهنگ عامه داشت و در ایجاد صنعتی برای شایعات افراد مشهور اثرگذار بود. به عنوان مثال، یواس ویکلی تا حد زیادی مسئول محبوبیت برنامه تلویزیونی در مورد زوجی با هشت فرزند بود، پس از اینکه جان و کیت را روی جلد هشت شماره متوالی نشان داد. مین بیشتر سرمقاله نشریه را به جای بازیگران و خوانندگان، بر روی ستاره‌های تلویزیون متمرکز کرد. طبق گفته Adweek، مین افراد مشهور را به عنوان دوست خواننده قرار می‌دهد که «می‌تواند کمی خوش اخلاق باشد» و روابط همکاری بیشتری را با افراد مشهور تقویت می‌کند. به گفته الی، مین افراد مشهور را به عنوان افرادی به تصویر می‌کشد که «ممکن است حرکات احمقانه و حتی هوس‌باز انجام دهند، اما هرگز شرور نیستند». به گفته لس آنجلس تایمز، مین «لحن را ملایم کرد و آن را با ستاره‌ها بسیار دوستانه تر کرد». مین همچنین محیط آرام تری را در محل کار ایجاد کرد که قبلاً دراماتیک و بحث‌برانگیز بود. در زمان تصدی مین، تیراژ این نشریه از ۸۰۰هزار نسخه در هفته در سال ۲۰۰۰ به ۱٫۹ میلیون در سال ۲۰۰۹ افزایش یافت.
مین برای قراردادی مذاکره کرده بود که تا حدی دریافتی او را به تعداد مجلات فروخته شده مرتبط می‌کرد. با افزایش توزیع، حقوق او به ۲ میلیون دلار در سال رسید. او در اوت ۲۰۰۹ آنجا را ترک کرد زیرا قراردادش برای تمدید در حال اتمام بود و درآمدهای تبلیغاتی در نشریه در حال کاهش بود. مین برای کارش در یواس ویکلی به عنوان سردبیر سال مجله AdWeek انتخاب شد. در حالی که مین در بین مشاغل، پیشنهادهای کاری از مجلات زنان دریافت کرد، اما علاقه ای نداشت. ده ماه را با خانواده اش گذراند.
مین از طریق کارش در یواس ویکلی در ایجاد علاقه به بارداری افراد مشهور در فرهنگ عامه اثرگذار بود. مدت کوتاهی پس از رفتن، مین با سنت جیمز پرس قراردادی برای نوشتن کتابی با عنوان «چگونه در یک مینی ون جذاب به نظر برسیم: راهنمای یک زن واقعی برای کاهش وزن، زیبا به نظر رسیدن و شیک پوشیدن در عصر مادران مشهور»، منعقد کرد. در اوت ۲۰۱۲، او ستونی در نیویورک تایمز نوشت و از انتظارات غیرواقعی وزن و زیبایی برای مادران جدید شکایت کرد که توسط افراد مشهور تنظیم شده بود. او در وبلاگ‌ها و رسانه‌های اجتماعی به دلیل انتقاد از جنبه‌ای از فرهنگ عامه که به ایجاد آن کمک کرد مورد انتقاد قرار گرفت. مین گفت که مجله به علایق خوانندگان پاسخ می‌دهد، نه ایجاد آنها.

### هالیوود ریپورتر وبیلبورد

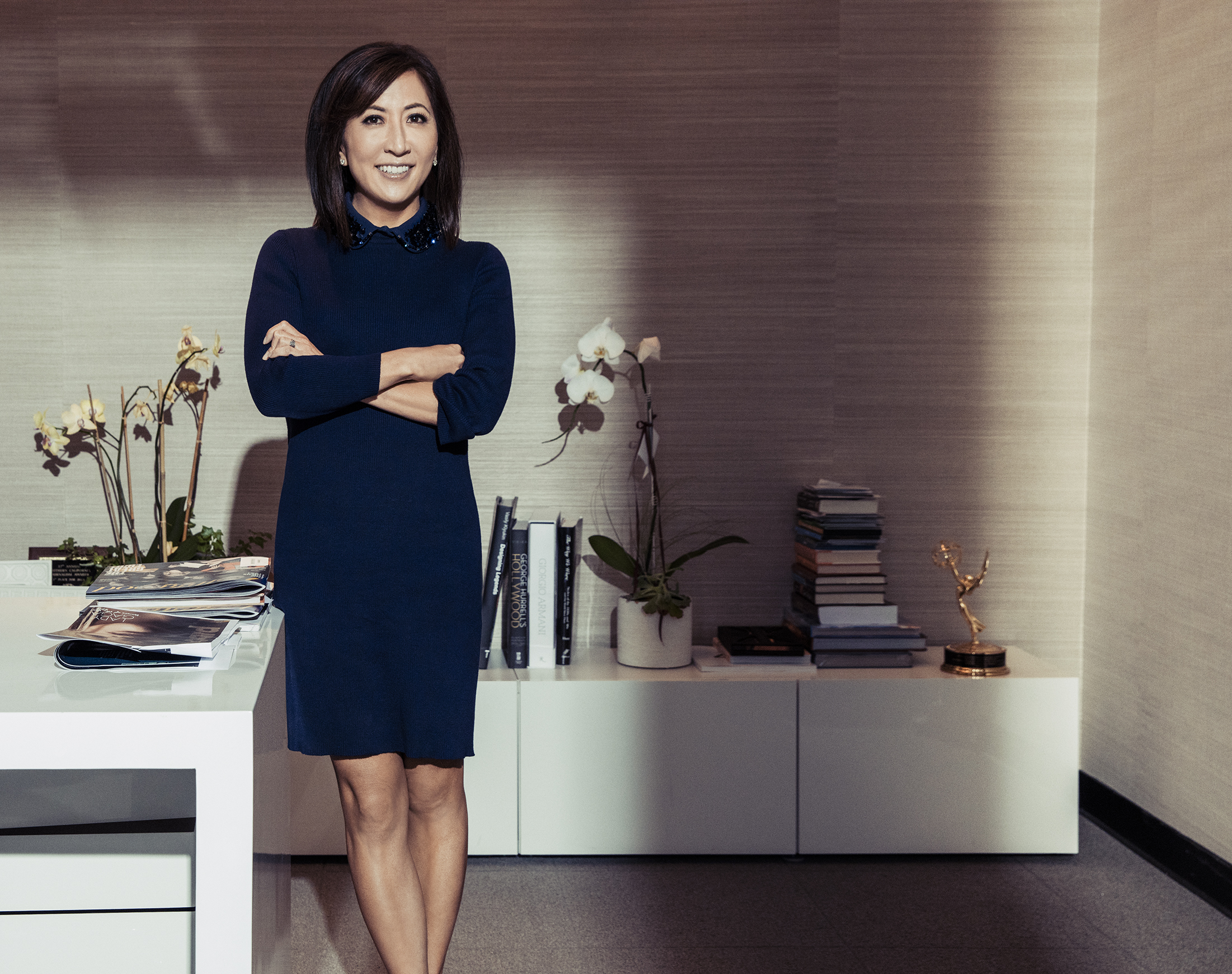
جنیس مین در دفترش در لس آنجلس

در دسامبر ۲۰۰۹، مدیر عامل Prometheus Global Media، ریچارد بکمن، هالیوود ریپورتر را خریداری کرد. به گزارش دیلی بیست، هالیوود ریپورتر «در یک مارپیچ مرگ» قرار داشت. با افراد مشهوری که پوشش می‌داد بسیار دوستانه شده بود و در حال از دست دادن خوانندگان به رقیبش Daily Variety بود. بعد از اینکه بکمن در نیویورک پست مشاهده کرد که مین به لس آنجلس نقل مکان می‌کند، شروع به خواهش از او کرد تا او را رهبری کند. او در می ۲۰۱۰ مدیر تحریریه هالیوود ریپورتر شد
چهار ماه پس از اینکه مین این سمت را به دست گرفت، هالیوود ریپورتر مجدداً به عنوان یک مجله هفتگی و درخشان راه اندازی شد. او سرمقاله نشریه را بر داستان‌های ویژه و تصاویری عمیق متمرکز کرد. به گفته نیویورک تایمز، «او پروفایل‌های ۳۰۰۰ کلمه ای از هالیوود و در مورد هالیوود، به علاوه گالری‌های عکس شاداب و آیتم‌های سبک تر» را در مقابل «تعریف‌های سریع دربارهٔ آمدن و رفتن» منتشر کرد. او از بازنویسی‌های مطبوعاتی و اصطلاحات تخصصی صنعتی که در شماره‌های قبلی رایج بود اجتناب کرد. برخی از موضوعاتی که او بر روی آنها تمرکز کرد شامل اعداد باکس آفیس، جنجال‌ها، مد و اخبار افراد مشهور بود. مین دپارتمان‌های هنری و عکاسی ایجاد کرد و روزنامه نگاران بیشتری را استخدام کرد. این نشریه همچنین میزبانی مهمانی‌های جوایز اسکار و امی را برای نامزدها آغاز کرد.
مین، نوسازی وب سایت این نشریه را نیز رهبری کرد. ترافیک وب هالیوود ریپورتر در دوران تصدی او در این نشریه ۸۰۰ درصد افزایش یافت و درآمد ۵۰ درصد افزایش یافت.
در ژانویه ۲۰۱۴، مین به عنوان رئیس مشترک / مدیر خلاق گروه سرگرمی رسانه گوگنهایم ارتقا یافت. در این نقش او رئیس هر دو هالیوود ریپورتر و بیلبورد شد. بیلبورد هنوز به عنوان معتبرترین مجله در صنعت موسیقی به حساب می‌آمد، اما به دلیل آشفتگی در صنعت موسیقی، خوانندگان و نویسندگان خود را از دست می‌داد. مین برای رهبری چرخش مشابهی که در هالیوود ریپورتر انجام داد منصوب شد.

### کوییبی
در سال ۲۰۱۸، جانیس مین به کوییبی، کسب‌وکار استارت‌آپ ویدیویی جفری کاتزنبرگ، پیوست تا نمایش‌های خبری روزانه‌اش به نام Daily Essentials را رهبری کند. در سپتامبر ۲۰۱۹، قبل از راه اندازی آن در آوریل ۲۰۲۰، مین از کوییبیخارج شد.

### رسانه انکلر
در سال ۲۰۲۱، مین با ریچارد راشفیلد همکاری کرد تا Ankler Media را راه اندازی کند، که خبرنامه Substack را با تمرکز بر اخبار سرگرمی به نام The Ankler به یک تجارت رسانه ای بزرگتر گسترش دهد تا شامل پادکست‌ها و رویدادها شود، همچنین کسب و کار سرگرمی را پوشش دهد. مین در حال حاضر به عنوان مالک مشترک، مدیر عامل و سردبیر Ankler Media فعالیت می‌کند.

## زندگی شخصی
جانیس مین در حال حاضر به همراه همسرش پیتر شیهی که مدیر یک سازمان غیرانتفاعی به نام KidUnity و معلم تاریخ در مدرسه هاروارد-وستلیک است در لس آنجلس زندگی می‌کند. آنها سه فرزند دارند - لیلا، تیت و ویل. در سال ۲۰۱۹، گزارش شد که مین عمارت ۸ میلیون دلاری واقع در برنت وود، لس آنجلس را خریداری کرده‌است. او قبلاً در سال‌های ۲۰۱۰ و ۲۰۱۷ دو ملک را در پسیفیک پلسیدس، لس آنجلس خریداری کرد.